# Puerto Villarroel
Puerto Villarroel är en ort i Bolivia.   Den ligger i departementet Cochabamba, i den centrala delen av landet, 250 km norr om huvudstaden Sucre. Puerto Villarroel ligger 197 meter över havet och antalet invånare är 969.
Terrängen runt Puerto Villarroel är mycket platt. Runt Puerto Villarroel är det glesbefolkat, med 8 invånare per kvadratkilometer.. Det finns inga andra samhällen i närheten.
I omgivningarna runt Puerto Villarroel växer i huvudsak städsegrön lövskog.